# Петухов, Василий Фёдорович
Василий Фёдорович Петухов — советский хозяйственный, государственный и политический деятель, Герой Социалистического Труда. Член КПСС с 1932 года.

## Биография
Родился в 1910 году в селе Поташка.
С 1925 года — на хозяйственной, общественной и политической работе. В 1925—1969 гг. — крестьянин, комсомольский активист в родном селе и секретарь комсомольской ячейки, заместитель председателя, председатель Поташинского сельского совета, инструктор и ответственный секретарь районной газеты «Ленинский путь» в посёлке Арти Уральской области, заместитель секретаря Полтавского районного комитета ВЛКСМ по марксистско-ленинскому воспитанию молодёжи, секретарь райкома ВЛКСМ, заведующий оргинструкторским отделом Полтавского районного комитета ВКП(б), второй секретарь Полтавского райкома партии, председатель Полтавского райисполкома, первый секретарь Кочкарского райкома ВКП(б) Челябинской области, первый секретарь Кизильского райкома ВКП(б), заместитель председателя Магнитогорского горисполкома по сельскому хозяйству, председатель Агаповского райисполкома, заместитель начальника Кизильского производственного совхозно-колхозного управления.
Указом Президиума Верховного Совета СССР от 11 января 1957 года присвоено звание Героя Социалистического Труда с вручением ордена Ленина и золотой медали «Серп и Молот».
Делегат XXI съезда КПСС.
Умер в Кизиле в 1972 году.